# 4e Match des étoiles de la Ligue continentale de hockey
Match précédent Match suivant
Le 4e Match des étoiles de la Kontinentalnaïa Hokkeïnaïa Liga se déroule le 21 janvier 2012 au Riga Arena de Riga en Lettonie. Il oppose la Conférence Est de Sergueï Fiodorov à la Conférence Ouest de Sandis Ozoliņš.
C'est lors de ce match que fut enregistrée la vitesse maximale d'un tir de palet, soit 183,67 km/h, par Aleksandr Riazantsev.

## Format
Le Russe Sergueï Fiodorov du Metallourg Magnitogorsk a été nommé capitaine de la Conférence Est et le Letton Sandis Ozoliņš du Dinamo Riga, capitaine de la Conférence Ouest.
Du 21 novembre 2011 au 5 décembre 2011, les partisans votent pour élire sur le site du Match des étoiles les douze titulaires lors du coup d'envoi.

## Composition des équipes
| Pos | Numéro | Joueur                  | Nationalité     | Équipe                 | Voix   |
| --- | ------ | ----------------------- | --------------- | ---------------------- | ------ |
| G   | 30     | Konstantin Barouline    | Russie          | Atlant Mytichtchi      | 32 706 |
| D   | 10     | Jere Karalahti          | Finlande        | Dinamo Minsk           | 32 844 |
| D   | 73     | Maksim Tchoudinov       | Russie          | Severstal Tcherepovets | 25 694 |
| A   | 19     | Miķelis Rēdlihs         | Lettonie        | Dinamo Riga            | 34 070 |
| A   | 87     | Vadim Chipatchiov       | Russie          | Severstal Tcherepovets | 32 904 |
| A   | 22     | Geoff Platt Zbyněk Irgl | Canada Tchéquie | Dinamo Minsk           | 32 717 |

| Pos | Numéro | Joueur              | Nationalité | Équipe                 | Voix   |
| --- | ------ | ------------------- | ----------- | ---------------------- | ------ |
| G   | 30     | Mikhaïl Birioukov   | Russie      | Iougra Khanty-Mansiïsk | 32 755 |
| D   | 5      | Ilia Nikouline      | Russie      | Ak Bars Kazan          | 22 307 |
| D   | 7      | Mikko Mäenpää       | Finlande    | Amour Khabarovsk       | 21 705 |
| A   | 92     | Ievgueni Kouznetsov | Russie      | Traktor Tcheliabinsk   | 33 800 |
| A   | 71     | Aliakseï Kalioujny  | Biélorussie | Avangard Omsk          | 33 561 |
| A   | 88     | Jakub Petružálek    | Tchéquie    | Amour Khabarovsk       | 30 857 |

### Autres joueurs sélectionnés
| Numéro        | Nom                | Équipe                | Poste |
| ------------- | ------------------ | --------------------- | ----- |
| 31            | Chris Holt         | Dinamo Riga           | G     |
| 7             | Dmitri Kalinine    | SKA Saint-Pétersbourg | D     |
| 28            | Janne Niskala      | Atlant Mytichtchi     | D     |
| 4             | Kirill Koltsov     | SKA Saint-Pétersbourg | D     |
| 29            | Karel Pilař        | HC Lev Poprad         | D     |
| 8             | Sandis Ozoliņš (C) | Dinamo Riga           | D     |
| 52            | Sergueï Chirokov   | HK CSKA Moscou        | A     |
| 9             | Tony Mårtensson    | SKA Saint-Pétersbourg | A     |
| 88            | Mikhaïl Anissine   | Vitiaz Tchekhov       | A     |
| 93            | Nikolaï Jerdev     | Atlant Mytichtchi     | A     |
| 15            | Mārtiņš Karsums    | Dinamo Riga           | A     |
| 13            | Viatcheslav Kozlov | OHK Dinamo            | A     |
|               |                    |                       |       |
| Oļegs Znaroks | Oļegs Znaroks      | OHK Dinamo            | E     |
| Miloš Říha    | Miloš Říha         | SKA Saint-Pétersbourg | E     |

| Numéro            | Nom                  | Équipe                  | Poste |
| ----------------- | -------------------- | ----------------------- | ----- |
| 34                | Michael Garnett      | Traktor Tcheliabinsk    | G     |
| 38                | Kevin Dallman        | Barys Astana            | D     |
| 81                | Aleksandr Riazantsev | Traktor Tcheliabinsk    | D     |
| 45                | Vitali Prochkine     | Salavat Ioulaïev Oufa   | D     |
| 32                | Ievgueni Medvedev    | Ak Bars Kazan           | D     |
| 47                | Aleksandr Radoulov   | Salavat Ioulaïev Oufa   | A     |
| 91                | Vladimir Tarassenko  | Sibir Novossibirsk      | A     |
| 85                | Roman Červenka       | Avangard Omsk           | A     |
| 10                | Sergueï Moziakine    | Metallourg Magnitogorsk | A     |
| 27                | Brandon Bochenski    | Barys Astana            | A     |
| 82                | Aleksandr Frolov     | Avangard Omsk           | A     |
| 18                | Sergueï Fiodorov (C) | Metallourg Magnitogorsk | A     |
|                   |                      |                         |       |
| Hannu Jortikka    | Hannu Jortikka       | Amour Khabarovsk        | E     |
| Valeri Belooussov | Valeri Belooussov    | Traktor Tcheliabinsk    | E     |

- Deuxième ligne désignée par le vote des journalistes.

## Concours d'habiletés
- Patineur le plus rapide - Miķelis Rēdlihs
- Tir de pénalité - Vladimir Tarassenko
- Confrontation des gardiens de but - Chris Holt
- Tir le plus long - Dmitri Kalinine
- Relais de contrôle du palet par équipe - Équipe Ozoliņš
- Tir le plus précis - Sergueï Moziakine
- Tir le puissant - Aleksandr Riazantsev (183.67 km/h, considéré comme le nouveau record du monde[7])
- Duel des capitaines - Sergueï Fiodorov
- Relais de vitesse par équipe - Équipe Fiodorov

L'équipe Fiodorov remporte le concours d'habileté 5-4.

## Feuille de match
| 21 janvier 2012 | Conférence Ouest | 11-15 (4-3, 4-5, 3-7) | Conférence Est |  |

| Feuille de match | Feuille de match | Feuille de match  | Feuille de match | Feuille de match                                 |
| ---------------- | --- | ----------------- | --- | ------------------------------------------------ |
|                  | 9 min 15 s, Karsums (Niskala) 13 min 30 s, Chipatchiov (Ozolins, Redlihs) 13 min 59 s, Chirokov (Ozolins) 19 min 35 s, Chirokov (Martensson, Jerdev) 22 min 12 s, Anissine (Kozlov) 27 min 48 s, Anissine (Karsums) 32 min 44 s, Irgl (Kozlov) 35 min 25 s, Anissine (Kozlov) 47 min 43 s, Koltsov (Kozlov, Kalinine) 51 min 19 s, Chirokov (Koltsov, Martensson) 58 min 22 s, Ozolins |                   | 9 min 36 s, Riazantsev (Moziakine, Bochenski) 15 min 02 s, Radoulov 17 min 39 s, Kalioujny (Frolov, Cervenka) 25 min 53 s, Cervenka (Dallman, Prochkine) 31 min 08 s, Kouznetsov 34 min 38 s, Nikouline (Petruzalek, Kouznetsov) 36 min 17 s, Kalioujny (Garnett, Frolov) 37 min 34 s, Bochenski (Radoulov) 42 min 18 s, Cervenka (Tarassenko, Frolov) 44 min 19 s, Riazantsev (Bochenski, Moziakine) 44 min 36 s, Bochenski (Medvedev, Moziakine) 44 min 51 s, Bochenski (Radoulov, Medvedev) 51 min 31 s, Petruzalek (Mäenpää) 54 min 48 s, Tarassenko (Cervenka) 59 min 56 s, Medvedev | Arbitrage : Feofanov Semionov Chelianine Eglitis |
| Barouline Holt   | Gardiens | Birioukov Garnett | | Arbitrage : Feofanov Semionov Chelianine Eglitis |
| 0 min            | Pénalités | 0 min             | | Arbitrage : Feofanov Semionov Chelianine Eglitis |
|                  | |                   | | Arbitrage : Feofanov Semionov Chelianine Eglitis |